# Ocularia anterufa
Ocularia anterufa là một loài bọ cánh cứng trong họ Cerambycidae.